# 25. Międzynarodowy Festiwal Filmowy w Wenecji
25. Międzynarodowy Festiwal Filmowy w Wenecji odbył się w dniach 27 sierpnia – 10 września 1964 roku.
Jury pod przewodnictwem włoskiego reżysera Mario Soldatiego przyznało nagrodę główną festiwalu, Złotego Lwa, włoskiemu filmowi Czerwona pustynia w reżyserii Michelangelo Antonioniego. Drugą nagrodę w konkursie głównym, Nagrodę Specjalną Jury, przyznano ex aequo włoskiemu obrazowi Ewangelia według świętego Mateusza w reżyserii Pier Paolo Pasoliniego oraz radzieckiemu filmowi Hamlet w reżyserii Grigorija Kozincewa.

## Członkowie jury

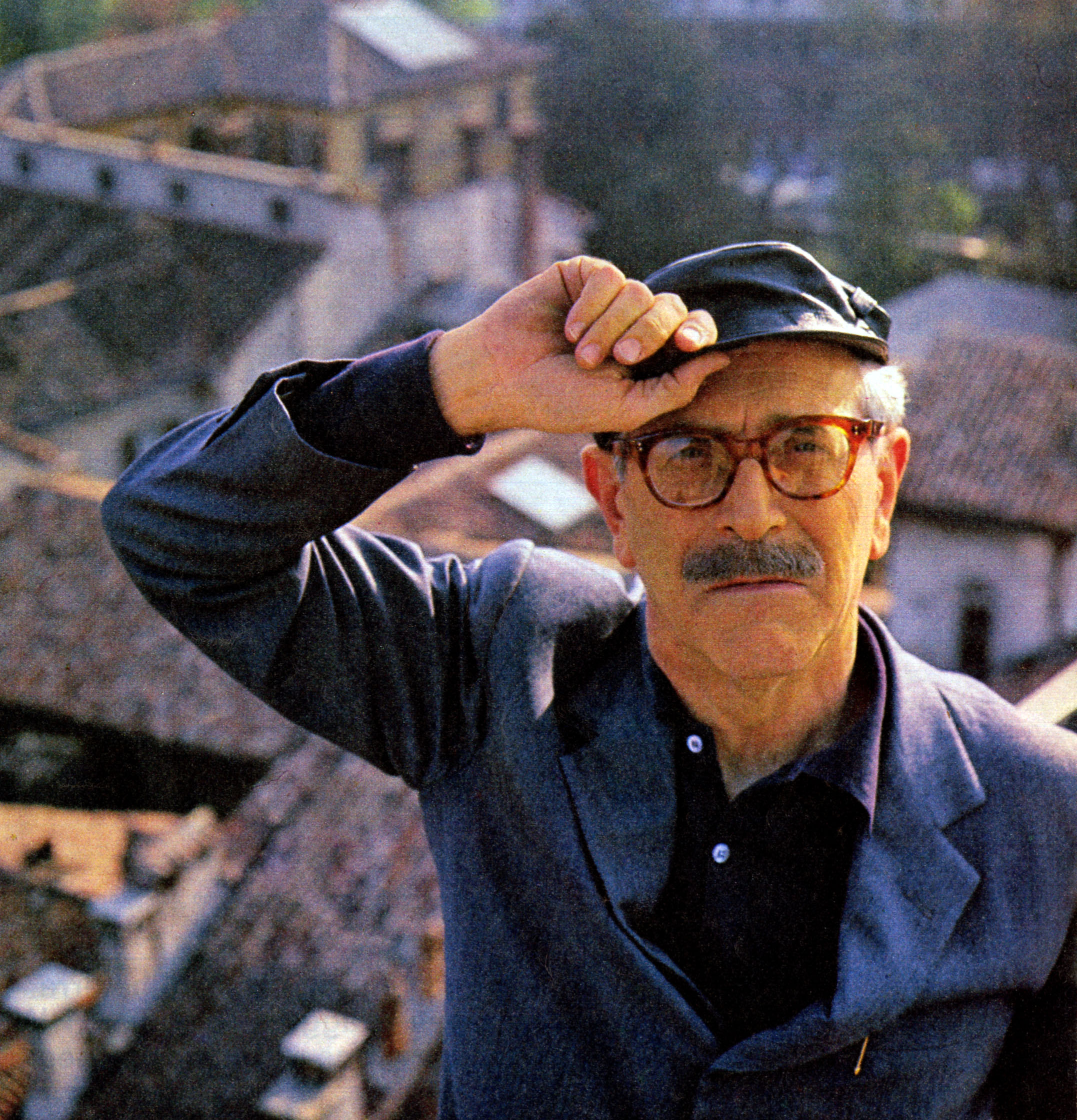
Przewodniczący jury konkursu głównego Mario Soldati

### Konkurs główny
- Mario Soldati, włoski reżyser − przewodniczący jury[2]
- Rudolf Arnheim, amerykański teoretyk filmu
- Ove Brusendorff, duński historyk filmu
- Thorold Dickinson, brytyjski reżyser
- Ricardo Muñoz Suay, hiszpański scenarzysta i producent filmowy
- Georges Sadoul, francuski historyk filmu
- Jerzy Toeplitz, polski historyk filmu